# Božinci Donji
Božinci Donji (en serbe cyrillique : Божинци Доњи) est un village de Bosnie-Herzégovine. Il est situé sur le territoire de la ville de Doboj et dans la république serbe de Bosnie. Selon les premiers résultats du recensement bosnien de 2013, il compte 343 habitants.

## Géographie
Le village est situé au bord de la rivière Bosna, un affluent droit de la Save

## Démographie

### Évolution historique de la population dans la localité
| 1948 | 1953 | 1961 | 1971 | 1981 | 1991 | 2013 |
| ---- | ---- | ---- | ---- | ---- | ---- | ---- |
| -    | -    | 731  | 754  | 718  | 587  | 343  |

|  |